# هارون داوني
هارون داوني هو لاعب هوكي الجليد كندي، ولد في 27 أغسطس 1974 في Shelburne, Ontario ‏ في كندا.

## وصلات خارجية
- هارون داوني على موقع دوري الهوكي الوطني (الإنجليزية)
- هارون داوني على موقع قاعة مشاهير الهوكي (لاعب أن.إتش.أل) (الإنجليزية)
- هارون داوني على موقع EliteProspects.com (الإنجليزية)
- هارون داوني على موقع HockeyDB.com (الإنجليزية)
- هارون داوني على موقع Hockey-Reference.com (الإنجليزية)